# Hamworthy
Hamworthy är en stadsdel i Poole, i distriktet Bournemouth, Christchurch and Poole, i grevskapet Dorset, i England. Stadsdelen hade 14 213 invånare år 2021. Hamworthy var en civil parish fram till 1905 när blev den en del av Poole. Civil parish hade 1 084 invånare år 1901.